# Geranium luganense
Geranium luganense är en näveväxtart som beskrevs av Paul Chenevard. Geranium luganense ingår i släktet nävor, och familjen näveväxter. Inga underarter finns listade i Catalogue of Life.